# Вілмінгтон (Вермонт)
Вілмінгтон (англ. Wilmington) — місто (англ. town) в США, в окрузі Віндем штату Вермонт. Населення — 2255 осіб (2020).

## Демографія
Згідно з переписом 2010 року, у місті мешкало 1876 осіб у 866 домогосподарствах у складі 502 родин. Було 2493 помешкання
Расовий склад населення:
| - 98,2 % — білих - 0,6 % — азіатів - 0,3 % — корінних американців - 0,2 % — чорних або афроамериканців - 0,1 % — вихідців з тихоокеанських островів |

До двох чи більше рас належало 0,5 %. Частка іспаномовних становила 1,5 % від усіх жителів.
За віковим діапазоном населення розподілялося таким чином: 19,0 % — особи молодші 18 років, 64,0 % — особи у віці 18—64 років, 17,0 % — особи у віці 65 років та старші. Медіана віку мешканця становила 45,2 року. На 100 осіб жіночої статі у місті припадало 102,8 чоловіків;  на 100 жінок у віці від 18 років та старших — 101,6 чоловіків також старших 18 років.
Середній дохід на одне домашнє господарство  становив 70 179 доларів США (медіана — 51 034), а середній дохід на одну сім'ю — 91 430 доларів (медіана — 67 708). Медіана доходів становила 41 250 доларів для чоловіків та 37 474 долари для жінок. За межею бідності перебувало 5,8 % осіб, у тому числі 2,1 % дітей у віці до 18 років та 6,4 % осіб у віці 65 років та старших.
Цивільне працевлаштоване населення становило 930 осіб. Основні галузі зайнятості: освіта, охорона здоров'я та соціальна допомога — 23,1 %, мистецтво, розваги та відпочинок — 21,2 %, роздрібна торгівля — 14,3 %, науковці, спеціалісти, менеджери — 9,1 %.